# Movimento ameboide
O movimento ameboide é o modo mais comum de locomoção em células eucarióticas. Trata-se de um tipo de movimento de rastreamento realizado pela protrusão do citoplasma da célula que envolve a formação de pseudópodos e posteriormente urópodos. O citoplasma desliza e forma um pseudópodo na frente para mover a célula para a frente. Este tipo de movimento tem sido associado a mudanças no potencial de ação; O mecanismo exato ainda é desconhecido. Este tipo de movimento é observado em ameboides, bolores limosos e alguns protozoários, tais como Naegleria gruberi, bem como em algumas células humanas tais como glóbulos brancos leucócitos. Sarcomas, ou cânceres decorrentes de células do tecido conjuntivo, são particularmente adeptos ao movimento amebóide, levando a sua alta taxa de metástase.
Embora várias hipóteses tenham sido propostas para explicar o mecanismo do movimento amebóide, o mecanismo exato ainda é desconhecido.

## Mecanismo molecular de locomoção de células
m novo modelo biológico para o mecanismo biomecânico e molecular do movimento celular. Propõe-se que os microdomínios tecem a textura do citoesqueleto e suas interações marcam a localização para a formação de novos locais de adesão. De acordo com este modelo, a dinâmica de sinalização de microdomínios organiza o citoesqueleto e sua interação com o substrato. À medida que os microdomínios activam e mantêm a polimerização activa dos filamentos de actina, o seu movimento de propagação e ziguezague na membrana gera uma rede altamente interligada de filamentos curvos ou lineares orientados num amplo espectro de ângulos para o limite da célula. Também é proposto que a interação microdomínio marca a formação de novos locais de adesão focal na periferia celular. A interação da miosina com a rede de actina então gera retração / ondulação da membrana, fluxo retrógrado e forças contrácteis para o movimento para a frente. Finalmente, a aplicação contínua de stress nos antigos locais de adesão focal pode resultar na ativação de calpaína induzida pelo cálcio e, consequentemente, no desprendimento de adesões focais que completam o ciclo.
Outro mecanismo proposto, o mecanismo de locomoção amebóide, propõe que o córtex celular actomiosina se contraia para aumentar a pressão hidrostática dentro da célula. O aumento da pressão hidrostática faz com que o córtex celular seja quebrado na direção do fluxo desejado. Durante o movimento amebóide movido pela bolha, o estado sol-gel citoplasmático é regulado.
A locomoção da ameba ocorre devido à conversão sol-gel do citoplasma
Dentro de sua célula. O Ectoplasma (biologia celular) é chamado de gel de plasma e endoplasma do plasma sol. "A conversão Sol-gel é a contração e os eventos de relaxamento que são aplicados pela pressão osmótica e outras cargas iónicas".
As células de Dictyostelium e os neutrófilos também podem nadar, usando um mecanismo semelhante ao rastejamento.